# Eimeria lucida
Eimeria lucida is een soort in de taxonomische indeling van de Myzozoa, een stam van microscopische parasitaire dieren. Het organisme komt uit het geslacht Eimeria en behoort tot de familie Eimeriidae. Eimeria lucida werd in 1893 ontdekt door Labbe.